# 城ヶ入村
城ヶ入村（じょうがいりむら）は、かつて愛知県碧海郡にあった村である。
現在の安城市南部（城ヶ入町など）に該当する。

## 歴史
- 1889年（明治22年）10月1日 - 町村制施行に伴い、碧海郡城ヶ入村が単独で自治体を形成。
- 1906年（明治39年）5月1日 - 和泉村・西端村・根崎村・東端村・米津村および榎前村の一部と合併し、淵辺村が発足。同日城ヶ入村廃止。